# 티에라델푸에고 제도

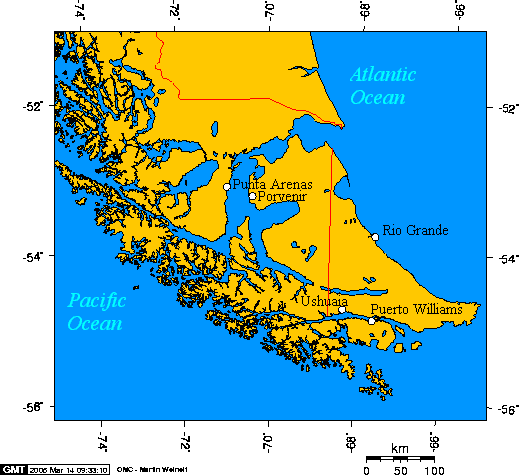
티에라델푸에고 제도

티에라델푸에고 제도(archipiélago de Tierra del Fuego)는 남아메리카 대륙 남쪽 끝에 있는 군도이다. 면적은 73,753 km2로 대륙과는 마젤란 해협을 사이에 두고 떨어져 있다. 제도의 최남단은 혼곶이다. '티에라 델 푸에고'는 스페인어로 불의 땅(Land of Fire)이란 뜻이다.

## 지리
이 제도는 주요 섬인 티에라델푸에고섬(면적은 48,100 km2로 "큰 섬"이라는 뜻의 '이슬라 그란데Isla Grande로 부르기도 한다)과 여러 작은 섬들로 이루어져 있다.
티에라 델 푸에고 섬은 두 국가가 나눠 갖고 있는데, 동쪽 18,507.3 평방 킬로미터(섬의 38.57%)는 아르헨티나령이고, 서쪽 29,484.7 평방킬로미터(섬의 61.43%)은 칠레령이다.
칠레령에 속하는 본섬과 그 서쪽과 남쪽 지역은 마가야네스이데라안타르티카칠레나주(Magallanes y Antártica Chilena Region)의 일부로, 주도이자 중심도시는 푼타아레나스이다. 큰 칠레 도시로는 티에라델푸에고현의 현도인 본섬의 포르베니르, 안타르티카칠레나현의 주도인 나바리노섬의 푸에르토윌리암스가 있다. 푸에르토토로는 푸에르토 윌리암스에서 몇 킬로미터 남쪽으로 내려가면 나오며, 세계에서 최남단에 있는 취락이다.
제도의 동쪽 부분은 아르헨티나에 속하는데, 아르헨티나 티에라델푸에고주의 일부이며, 주도는 우수아이아로 이 제도에서 가장 큰 도시이다. 이 지역의 다른 주요 도시로는 대서양 연안의 리오 그란데가 있다.
다윈산맥은 보베산에서 끝나며, 이 산맥에는 대양까지 이르는 빙하가 많다. 다윈산의 최고봉은 2,488m에 이른다.

## 역사
티에라 델 푸에고란 이름은 포르투갈 탐험가 페르디난드 마젤란이 1520년 이 제도에 방문하면서 붙인 것이다. 이 섬은 매우 추운 곳이지만 여기에 살던 원주민들은 반 나체로 생활해 모닥불을 항상 피울 수 밖에 없었다. 마젤란이 이 모습을 보고 이름을 붙이게 되었다. 이 섬은 원래 "연기의 땅"이라고 불렸으나, 나중에 "불의 땅"으로 바뀌었다.
최초로 이 섬에 사람이 정주한 시기는 10,000년 전이다. 야간족(Yaghan) 사람들은 티에라 델 푸에고에 정착한 초기 사람들로서, 나바리노 섬 등지에 유적지가 남아있다. 또한 야간족은 전 세계에서 가장 남쪽에 터를 잡은 민족으로도 알려져 있다. 이외에 섬 북부에는 독자적인 셀크남족(Selk'nam)이 살았는데, 이후 유럽의 탐험가들에 의해 조직적으로 학살당하여 사실상 멸족하였다.

## 생태계
1940년대 모피 무역을 위해 도입된 아메리카비버는 티에라델푸에고의 숲을 파괴하고 있다. 아메리카비버는 모피를 생산하는 경제적인 효과는 거의없이, 대한민국에 도입된 큰입우럭, 황소개구리, 블루길처럼, 생태계만 파괴하는 골칫거리이다.

## 같이 보기
- 마젤란 해협
- 티에라델푸에고섬